# Adolfo Otero
Adolfo Otero (n. en  España en 1893 - f. en Cuba en 1958) fue un actor y comediante, destacado principalmente en el teatro y en el género humorístico, con participación en el programa La Tremenda Corte, con el nombre de Rudesindo Caldeiro y Escobiña.

## Biografía
De padre Gallego (Dn. Rosendo Otero) y madre Cubana, Adolfo Otero nace en España estudió en el Centro Gallego, sus padres murieron jóvenes. En 1907 ingresa a la compañía de teatro de Arquímedes Pous, seguido del teatro Molino Rojo pasando en 1913, a la Compañía de Francisco Soto. Sus primeros papeles habían sido serios, pero conforme pasó el tiempo explotó el papel de gallego, personaje al que le había dado vida desde 1900 en Teatro Alhambra hasta que este fue cerrado. Luego del cierre del Teatro Alhambra, pasó a la compañía de Garrido y Piñero (1930-1935), siendo uno de los primeros actores cómicos en aprovechar las ventajas de la radio como medio de expandir el arte. Con la ayuda de los libretos de Castor Vispo, fue protagonista de los episodios del detective gallego Rudy Rod.
Es uno de los artistas cubanos más grabados desde 1925. En 1929 estuvo vinculado a la radio, haciéndolo primero en la emisora CMW, después lo hizo en CMK, RHC Cadena Azul y Radio Progreso, hasta que se convirtió en actor exclusivo de Unión Radio Televisión.
En La tremenda corte realizó el personaje de un gallego emigrante, actuando junto a Leopoldo Fernández y Aníbal de Mar.En noviembre de 1950 debuta en la televisión en el programa Los cuatro grandes, junto a Tito Hernández y Carlos Mas, dirigidos por Clara Ronay y con libretos de Carlos Robreño.
En 1951 trabajó en Polémicas Trinidad y Hnos. y la Tienda de Venancio, ambos programas televisivos. Otros programas fueron Leoncia y Alacranete en Telemundo Canal 2, actuando junto a Armando Bringuier, Alicia Rico y Candita Quintana y en Cuba ríe con Cristal junto a Julito Díaz.
En 1954, debutó en el Circuito CMQ, en el espacio La mesa cuadrada, programa escrito por Cástor Vispo y tenía como moderadores a Jesús Alvariño y a Luis Echegoyen. El programa se presentó en la televisión en julio de ese año. También trabajo en la TV en el programa El Cafe de la Esquina. Actuó en varias películas, fue el protagonista de Hitler soy yo que se estrenó en 1946, dirigida por Manuel Alonso. Luego actuó en Siete muertes a plazo fijo en 1950, del mismo realizador.

## Muerte
A finales del año 1958, a la edad de 65 años, Adolfo Otero sufre un dolor estomacal repentino y es llevado a la clínica de los artistas Clínica de Reyes,  actual Instituto de Cardiología y Cirugía Cardiovascular en la calle 21 del Vedado, La Habana, sin embargo, ya era tarde. Murió en el trayecto al hospital acompañado de sus compañeros Aníbal De Mar y Leopoldo Fernández quien conducía su pisicorre.  
Fue un personaje muy estimado y admirado entre los radioyentes cubanos y de otros países americanos. La noticia sobre la muerte de su entrañable amigo tuvo en Julito Díaz una consecuencia inesperada y muy dolorosa: cayó muerto casi instantáneamente, debido a un ataque masivo al corazón. Este segundo y relacionado fallecimiento provocó un verdadero caos noticioso, y hasta al principio se dudó sobre la veracidad de tan desafortunada coincidencia de estas muertes casi simultáneas. El velatorio de los dos artistas se realizó con los 2 sarcófagos y velados en diferentes salones de la Funeraria.
Se había hecho muy famoso y popular con su personaje de Rudesindo Caldeiro y Escobiña con su peculiar voz grave, y muy orgulloso de ser gallego.